# Markus Wagner (Politiker)

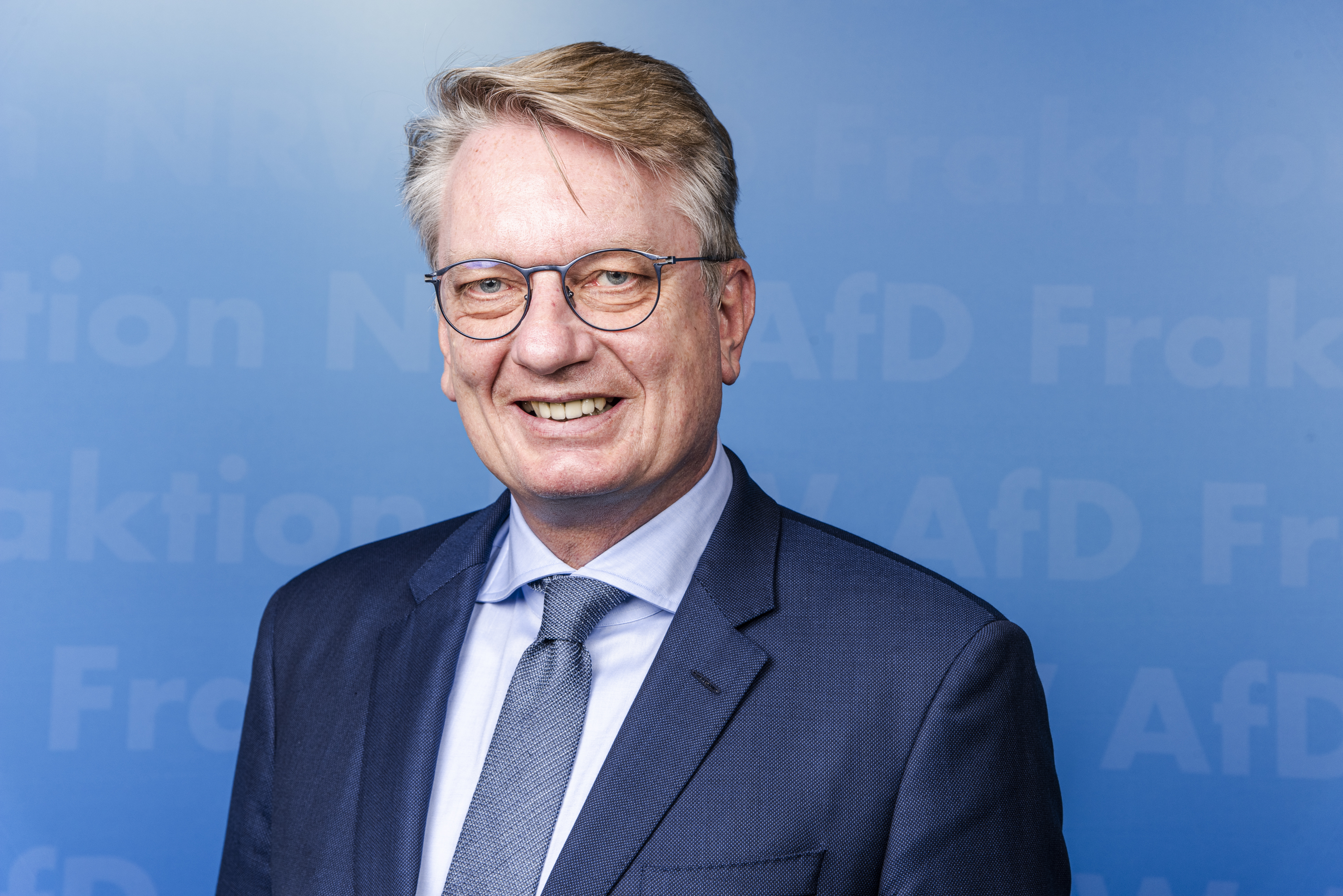
Markus Wagner (2021)

Markus Wagner (* 12. Juni 1964 in Unkel) ist ein deutscher Unternehmer und Politiker (AfD, zuvor CDU, Partei Rechtsstaatlicher Offensive, Rechte Mitte HeimatHamburg). Er ist seit 2017 Mitglied im Landtag von Nordrhein-Westfalen und war von Oktober 2017 bis Mai 2022 Vorsitzender der AfD-Landtagsfraktion.

## Beruf
Wagner wuchs in Bad Tölz und Bad Oeynhausen auf. Nachdem Wagner 1986 die Fachhochschulreife erworben hatte, begann er an der Fachhochschule Bielefeld ein Studium der Sozialpädagogik. 1986 bis 1992 war er freiberuflicher Mitarbeiter bei einem Finanz- und Versicherungsmakler. Seit 1993 ist er geschäftsführender Gesellschafter einer Einrichtung der Eingliederungshilfe für psychisch erkrankte Menschen.

## Politik
Von 1982 bis 1996 war Wagner Mitglied der CDU. Er gründete den Stadtverband der Jungen Union sowie den Stadtverband der Schüler Union in Bad Oeynhausen und war jeweils deren stellvertretender Vorsitzender. Im Jahr 1996 trat er aus der CDU aufgrund der Politik von Helmut Kohl wieder aus. 2001 trat er dann in die Partei Rechtsstaatlicher Offensive ein und war von 2003 bis 2004 deren stellvertretender Bundesvorsitzender. Ab März 2004 fungierte Wagner als Bundesvorsitzender, nachdem Mario Mettbach von diesem Posten zurückgetreten war.
Kurze Zeit nach seiner Wahl zum Vorsitzenden gratulierte er Jörg Haider und dessen FPÖ zum Wahlsieg und kündigte an, seiner Partei ein freiheitlich-konservatives Profil zu geben. Wagner setzte sich insbesondere für Kooperationen mit anderen rechtsgerichteten Kleinparteien wie der Deutschen Sozialen Union ein. Im Dezember 2006 trat er vom Bundesvorsitz zurück und schied kurz danach aus der Partei Rechtsstaatlicher Offensive aus.
Wagner wurde dann Mitglied der Partei Rechte Mitte HeimatHamburg, die von 2006 bis 2008 existierte. Bei der Bürgerschaftswahl in Hamburg 2008 kandidierte er im Wahlkreis Eppendorf – Winterhude sowie auf der Landesliste. Die Partei erhielt 0,5 Prozent der Stimmen und löste sich am 7. April 2008 auf. Wagner wollte sich damals ganz aus der Politik zurückziehen.
Im März 2013 trat Wagner in die neugegründete Partei Alternative für Deutschland ein und wurde 2014 AfD-Kreistagsabgeordneter in Minden-Lübbecke. Bei der Landtagswahl in Nordrhein-Westfalen 2017 kandidierte er als Direktkandidat im Landtagswahlkreis Herford I – Minden-Lübbecke III sowie auf Platz vier der Landesliste, über die er in den Landtag gewählt wurde. Er wurde damit neben Stefan Schwartze (SPD) und Stephen Paul (FDP) der dritte Abgeordnete seines Wahlkreises.
Bei der Landtagswahl in Nordrhein-Westfalen 2017 wurde Wagner auf Listenplatz vier in den Landtag gewählt. Am 6. Oktober 2017 wählte die AfD-Landtagsfraktion Wagner als Nachfolger des ausgetretenen Marcus Pretzell zum Fraktionsvorsitzenden.
Wagner war Spitzenkandidat der AfD bei der Landtagswahl in Nordrhein-Westfalen 2022 und zog auf Platz 1 der Landesliste in den Landtag ein. In der neuen Legislaturperiode wurde Martin Vincentz der neue Fraktionsvorsitzende.
Am 29. Juni 2024 kandidierte er auf dem Bundesparteitag in Essen erfolglos für einen Posten im Bundesvorstand der AfD.

## Kontroversen
Im Februar 2021 ließ Wagner sich sowie zwei Familienmitglieder gegen Corona impfen, obwohl dies gegen die festgelegte Priorisierung verstieß.
Im Januar 2024 beleidigte Wagner in einem Redebeitrag Ricarda Lang von den Grünen mit den Worten „Wir wollen Ricarda Lang nicht länger durchfüttern.“

## Privates
Wagner ist verheiratet und hat einen Adoptivsohn haitianischer Abstammung, der zeitweise in der deutschen Fußballnationalmannschaft (U-16-Junioren) spielte. Er trainierte von 1995 bis 1997 die Fußballmannschaft des VfL Frotheim 1925.